# Mishmarot
Mishmarot (hebreiska: משמרות) är en ort i Israel.   Den ligger i distriktet Haifa, i den norra delen av landet. Mishmarot ligger 60 meter över havet och antalet invånare är 258.
Terrängen runt Mishmarot är platt.Runt Mishmarot är det tätbefolkat, med 570 invånare per kvadratkilometer. Närmaste större samhälle är Hadera, 9,0 km sydväst om Mishmarot. Trakten runt Mishmarot består till största delen av jordbruksmark.